# Histoire culturelle
L'histoire culturelle est un courant de recherche historique. Selon Jean-Yves Mollier, elle se situe au carrefour de plusieurs disciplines (histoire des mentalités, histoire sociale, etc.). Définie comme une histoire des sensibilités collectives ou une « histoire sociale des représentations », ses applications sont multiples. En effet, l'histoire culturelle a un champ d'études étendu et varié. Elle s'intéresse aux différentes thématiques touchant à la culture d'une société donnée (comme l'histoire culturelle des couleurs, l'histoire culturelle des animaux, l'histoire de la sexualité, l'histoire du genre, l'histoire des langues, etc.) : cela fait sa richesse et son intérêt pour la recherche historique.
L'histoire culturelle est déjà présente sous forme embryonnaire au XVIIIe siècle, en France avec Voltaire, et se développe à des rythmes différents et sous diverses appellations durant le XXe siècle, en Allemagne (Kulturgeschichte (Histoire culturelle)), en Grande-Bretagne (Cultural history ou Culture history (Histoire culturelle)). En France, elle émane de l’histoire totale des Annales et de l’histoire des mentalités, elle est influencée bien avant cela, au début du XXe siècle, par la Kulturgeschichte de Karl Lamprecht. De nos jours, elle est représentée par des historiens tels que Michel Pastoureau, Pascal Ory, Dominique Kalifa, Philippe Poirrier, Jean-François Sirinelli, Roger Chartier, etc. Selon Philippe Urfalino, l'histoire culturelle est à définir comme une nouvelle méthodologie de l’histoire et non pas comme une nouvelle branche de la science historique.

## Définitions: culture et histoire culturelle

### Définitions
La culture dans son acception large désigne l’ensemble des représentations collectives propres à une société. Pour Pascal Ory, « les représentations sont des phénomènes sociaux, partagés par tous les membres d’un groupe, ils peuvent être de différentes natures : géographique, démographique, professionnel, idéologique ». L’histoire culturelle peut alors se définir comme une « histoire sociale des représentations » (Pascal Ory) en s'intéressant aux différentes facettes culturelles d'une société.

### Méthode
L'histoire culturelle choisit de privilégier des objets culturels et des phénomènes de médiation des biens et des objets culturels. Comme c'est une discipline de circulation, ses différents domaines de recherches montrent l'élargissement du champ d'études de l'historien qui aborde alors ses objets avec d'autres approches : histoire culturelle du politique, cultures de guerre, etc. Selon Philippe Urfalino, l'histoire culturelle est avant tout une méthode historique avant d'être une branche à part entière de l'histoire.

### Objets
Cette histoire culturelle se décline, pour certains, sous la forme de sous-disciplines, plus ou moins institutionnalisées : histoire des institutions et des politiques culturelles, histoire des médias et de la culture médiatique, histoire des symboles, histoire des sensibilités, histoire de la mémoire, histoire des sciences… D'autres, comme Dominique Kalifa, considèrent l'histoire culturelle moins comme l'analyse-inventaire des formes de la culture que comme un regard ou un questionnement de nature anthropologique sur l'ensemble des activités humaines.
Pour Roger Chartier, « tout est culturel : chaque conduite, chaque comportement – dont peuvent découler des régularités ou des lois méconnues à terme par les sujets – sont gouvernés par des systèmes de représentation, de perception, de classement et d’appréciation ».
L’histoire culturelle a un champ plus étendu que d'autres disciplines historiques: c’est une histoire fractionnée qui regroupe plusieurs pratiques historiennes. Née au carrefour de diverses disciplines, elle garde cette spécificité d’histoire de la circulation,.

## Confusion avec d'autres disciplines
Étant donné les origines multiples de l’histoire culturelle et les différentes influences qu’elle a subies, il peut être difficile de cerner précisément ses limites et la distinguer clairement d’autres disciplines historiques. Il faut alors veiller à ne pas la confondre avec des disciplines historiques telles que l’histoire des objets culturels en tant que tels (histoire du théâtre, de la littérature, etc.), l’histoire des idées et l’histoire intellectuelle, ou encore l’histoire des politiques culturelles.
En outre, même si l’histoire culturelle appartient en quelque sorte à l’histoire sociale - elle veut aussi rendre compte des phénomènes sociaux qui régissent les groupes –, elle s'en distingue par son intérêt pour les phénomènes symboliques et non pas pour les modes de fonctionnement des groupes.
Enfin, la notion de représentation étant au centre de l’histoire culturelle, il faut néanmoins veiller à ne pas l’amalgamer avec l’histoire des représentations car elle est plus large que celle-ci.

## Liens avec lesCultural Studies
L'histoire culturelle pratiquée en France n'a pas noué de véritable dialogue avec les Cultural Studies. Les Cultural Studies trouvent leurs origines au sein de l’université de Birmingham, en 1964. L’institution « Center for Contemporary Cultural Studies », fraichement instauré, entend mener une grande diversité d’études. Elles concernent des thèmes tels que l’étude des « sociabilités ouvrières », du développement et de l’évolution des études sur le genre ou encore, l’étude de certaines « sous-cultures ». Trois grands noms, qui se révèlent par la suite les fondateurs du courant, y travaillent. Il s’agit de Raymond Williams, Edward Thompson et Richard Hoggart. Ces trois chercheurs publient chacun, à tour de rôle, des ouvrages précurseurs en la matière. À ce moment du développement de l’histoire culturelle, il s’agit d’éviter de ne pas privilégier uniquement les grands complexes universitaires, mais, au contraire, de plus modestes institutions. Dans les années 1980, le domaine des Cultural Studies évolue. Il se voit d’abord exporté en Angleterre et ensuite, aux États-Unis. Comme le précise Stéphane Van Damme, c’est à cette période que les Cultural Studies entament un « tournant ethnographique ». Les chercheurs des deux pays s’intéressent alors davantage aux « pratiques identitaires » et à la « construction de collectifs ».
Le courant des Cultural Studies n’atteint son plein apogée que dans les années 1990. C’est à cette époque qu’elles commencent à se « mondialiser » ; des centres d’études ainsi que des universités en Amérique du Sud ou encore en Inde s’attachent à y travailler. On retrouve, par exemple, le collectif des Subaltern Studies qui se crée, en 1982, en Inde, grâce à l’historien Ranajit Guha. On relève également des similarités importantes avec ce que l’on nomme les Estudios Culturales en Amérique du Sud. Des chercheurs sud-américains se révèlent aussi dans ce domaine : c’est notamment le cas de Nestor Garcia Canclini, de Renato Ortiz, de Jorge Gonzalez ainsi que de Martin Barbero.

Le portail internet « Cultural Studies Ressources » fournit une définition complète reprise par Stéphane Van Damme : 
« Les Cultural Studies s’appuient sur les méthodes de l’économie, des sciences politiques, des études sur la communication et les médias, de la sociologie, de la littérature, de l’éducation, du droit, des études sur la science et la technologie, de l’anthropologie et de l’histoire avec une attention particulière au genre, aux races, aux classes et à la sexualité dans la vie quotidienne. Elles représentent en termes larges, la combinaison des théories sexuelles et sociales, placée sous le signe de l’engagement pour le changement social. Plus qu’un regard limité aux œuvres canoniques sur l’art, l’histoire politique des États, ou les données sociales quantitatives, les Cultural Studies sont tournées vers l’étude des sous-cultures, des médias populaires, de la musique, du vêtement et du sport. En examinant comment la culture est utilisée et transformée par des groupes sociaux “ordinaires” et “marginaux”, les Cultural Studies les considèrent non plus simplement comme des consommateurs, mais comme des producteurs potentiels de nouvelles valeurs et de langages culturels. Cet accent mis sur les relations de consommation et de socialisation des biens met au premier plan de la centralité des médias de communication dans la vie quotidienne. »
En somme, les Cultural Studies étudient, grâce à une approche interdisciplinaire (économie politique, anthropologie culturelle et sociale, philosophie, histoire de l’art, sociologie, etc.), les phénomènes culturels. Elles s’intéressent à des thèmes tels que la nationalité, le genre ou encore les idéologies. Elles étudient « toute forme de production culturelle dans ses rapports aux pratiques qui déterminent le « quotidien » (idéologie, institutions, langage et structure du pouvoir) ».
Comme l’expose Laurent Martin, l’ensemble des praticiens des Cultural Studies considèrent la culture comme « un mode de compréhension, une clef d’explication des sociétés ». L’auteur ajoute également que l’on peut relever un certain nombre d’éléments similaires entre l’histoire culturelle et les Cultural Studies. Les deux domaines partagent notamment leurs méthodes, mais également le fait d’être une cible pour les critiques par rapport à ce que l’auteur appelle « le flou conceptuel ».
Il est important de mettre en avant le fait que les Cultural Studies ont eu une faible résonance auprès des théoriciens français. Philippe Poirrier expose trois raisons à l’origine de cette mauvaise réception. La première est la « barrière de la langue » : en effet, peu d’ouvrages appartenant aux Cultural Studies bénéficient d’une traduction. Ensuite, il y a ce qu’il identifie comme des « différences nationales en matière de cloisonnement des spécialités académiques ». Enfin, il expose « l’écart idéologique entre les théoriciens français et les praticiens des Cultural Studies ».

## Historiographie

### Premières traces

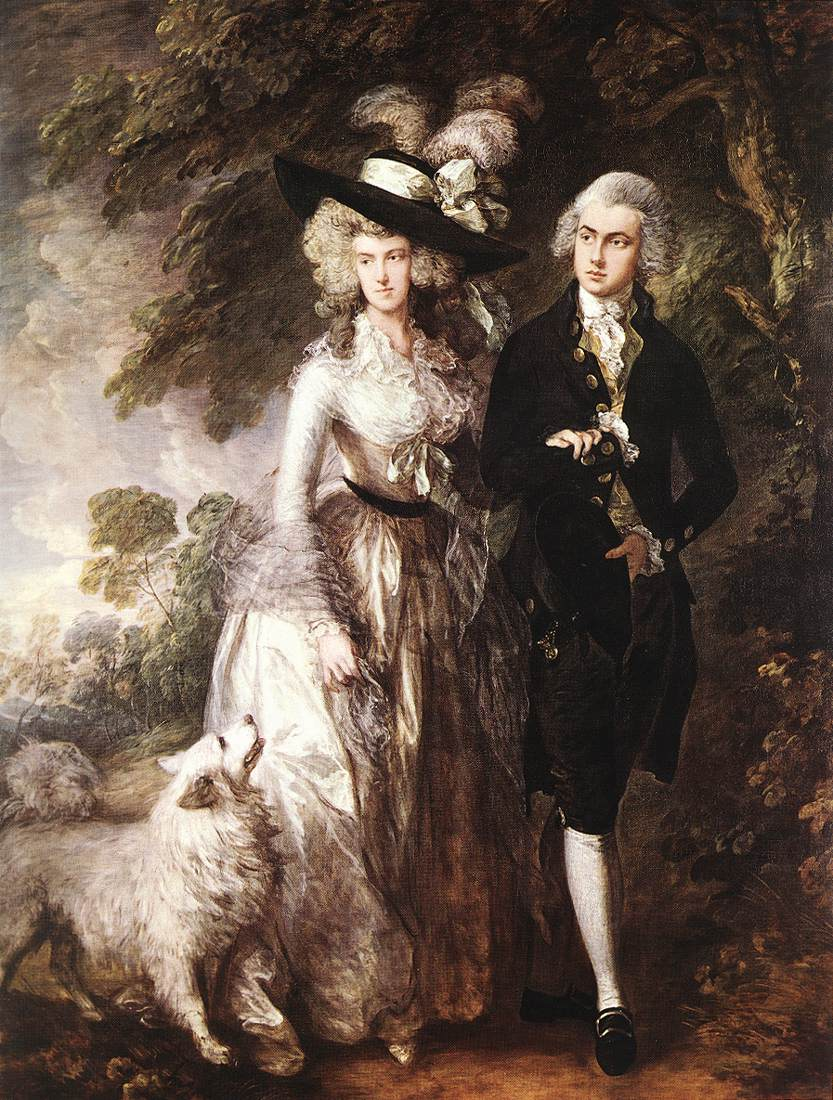
Costumes, sociabilités, représentations, autant d'objets d'étude de l'histoire culturelle. Mr. and Mrs. William Hallett, Thomas Gainsborough, 1785, National Gallery.

Avant d’être « redécouverte » dans les années 1970-1980, l’histoire culturelle préexiste déjà au XVIIIe siècle avec Voltaire et son « Essai sur les mœurs et l’Esprit des nations » publié en 1756,. Suivant les préceptes de ce dernier, William Roscoe, à la fin du XVIIIe siècle, critique les Médicis qui étudient la politique en oubliant la culture. Dans cette lignée, François Guizot publie dans les années 1830 son Histoire générale de la civilisation en Europe. Ces auteurs évoluent dans un contexte général où, dès le début du XIXe siècle, les historiens s’intéressent aux œuvres plastiques pour étudier le passé. Cet intérêt pour l’art se manifeste entre autres par la rénovation de tableaux, de sculptures et la réorganisation de Galeries.

### Développement
En 2008, Peter Burke distingue, dans sa synthèse sur l’histoire culturelle, quatre périodes clés dans son développement :
- Vers 1860, la période classique avec Jacob Burckhardt et sa Civilisation de la Renaissance en Italie. Dans cet ouvrage, l’auteur esquisse le portrait d’une civilisation, envisagée de manière holistique, et dont il cherche à pointer les caractéristiques et les liens que ces dernières entretiennent. Son but est notamment de déterminer l’esprit de la population de l’époque, ou Volksgeist. Dans cet ouvrage, il décrit la Renaissance italienne comme une période de rupture avec le Moyen Âge, caractérisée par une organisation politique tyrannique, qui a pour conséquence une montée de l’individualisme parmi les hommes de la Renaissance. Il voit la société italienne non pas comme à l'origine d’une nouvelle vision du monde, caractérisée par l’individualisme, l’hostilité ou l’indifférence vis-à-vis de la religion, l’intérêt pour l’Antiquité et la découverte du monde extérieur, mais bien comme la conséquence de cette vision. Ce portrait de la Renaissance a un fort retentissement, bien qu’il fasse par la suite l’objet de nombreuses critiques : sous-estimation de l’aspect religieux, négligence de l’économie et des classes défavorisées, etc. [20].
- À partir des années 1930 se développe la période de Social History of Art.
- À partir des années 1960, l’intérêt pour l’histoire populaire s’accroît : les frontières de l’histoire culturelle s’étendent au-delà de la culture de l’élite.
- Les années 1980 voient le développement de la New Cultural History, née aux États-Unis.

La notion d’histoire culturelle s’est progressivement imposée depuis le milieu des années 1980 à l’échelle française, mais aussi au sein de plusieurs traditions historiographiques nationales (Cultural history dans le monde anglo-saxon, Kulturgeschichte en Allemagne).

#### Au carrefour de différentes traditions:KulturgeschichteetCultural history
Le point commun des différentes « historiographies nationales » de l’histoire culturelle est que celle-ci se situe au carrefour de différentes disciplines : anthropologie, psychologie collective, psychanalyse, etc..
À la fin du XIXe siècle, en Allemagne, la Kulturgeschichte se développe avec des auteurs tels que Karl Lamprecht, professeur à l’université de Leipzig Cette Kulturgeschichte peut se définir comme « une forme d’histoire qui, dépassant les simples séquences d’événements politiques ou diplomatiques, voire la simple histoire littéraire, envisage désormais les déterminations ethnologiques, l’économie, l’histoire intellectuelle, dans un ensemble global baptisé du nom de culture ». Karl Lamprecht s’inspire de la Völkerpsychologie, concept porté par Wilhelm Wundt. Cette discipline, regroupant les sciences sociales, apporte à l’histoire culturelle sa dimension psychologique. Karl Lamprecht en particulier ouvre les frontières de l’histoire culturelle : il met l’accent sur la pluridisciplinarité pour pouvoir surmonter les problèmes de l’histoire. En 1909, il fonde à Leipzig l’Institut d’Histoire culturelle et universelle,.
Du côté anglo-saxon, où il faut distinguer les approches américaine et britannique, l’histoire culturelle naît dans les années 1940-1950 et se développe dans les années 1960-1970 (et encore après, avec la New Cultural History), alors qu’en France, dans les années 60, l’histoire culturelle n’en est qu’à ses débuts.
Les historiens anglo-saxons sont inspirés par l’anthropologie avec des auteurs tels que Victor Turner ou encore Mary Douglas, entre autres. Les historiens américains, en particulier, sont influencés par l’histoire française : ils étudient beaucoup la France car le français est la seule langue étudiée au lycée et à l’université. De plus, ils entretiennent des relations particulières avec Paris. Ainsi, ils se sont d’abord intéressés à la Révolution française dans leur lutte contre le marxisme, avant de s’intéresser à la révolution bourgeoise dans les années 1960 et à l’histoire sociale dans les années 1960-1970. De nos jours l’histoire culturelle américaine s’intéresse au genre, à la sexualité, à la race et au racisme, au colonialisme et à l’empire (cf. infra).

#### «Fille de l’histoire des mentalités» et de l’histoire totale: la naissance de l’histoire culturelle en France et son rayonnement
En France, on tarde à parler d’« histoire culturelle » bien que celle-ci se retrouve déjà en filigrane dans l’École des Annales qui rejette l’histoire politique et l’histoire bataille tant affectionnée par les historiens français. De plus, l’histoire totale des Annales a influencé l’historiographie anglo-saxonne et peut être comparée à la Kulturgeschichte. Néanmoins, en France, les expressions « histoire de la civilisation » ou « histoire de la mentalité collective » ou de « l’imaginaire social » sont pendant longtemps privilégiées,. Les travaux de l’École des Annales préfigurent ceux de l’histoire culturelle avec Marc Bloch, Lucien Febvre et Alphonse Dupront. De plus, fille de l’histoire des mentalités (Robert Mandrou, Philippe Ariès), elle bénéficie de ses acquis tout en cherchant à dépasser ses limites et ses ambiguïtés. Il est clair que même avant l’institutionnalisation de cette histoire, les historiens français pratiquent l’histoire culturelle sans le savoir sous forme d’histoire des mentalités, d’histoire sociale, etc.
Il faut attendre la fin des années 1960 pour que cette discipline prenne le nom d’« histoire culturelle » avec des auteurs comme Alphonse Dupront, Robert Mandrou, Roger Chartier et Daniel Roche. Bientôt relayés par des contemporanéistes (Jean-Pierre Rioux, Jean-François Sirinelli, Pascal Ory, Dominique Kalifa), la dénomination d'histoire culturelle se banalise, non sans rencontrer un certain scepticisme, notamment de la part de certains médiévistes, comme Jacques Le Goff qui demeure attaché à la notion d'anthropologie historique.
Dans les années 1980, Roger Chartier joue un grand rôle dans le rayonnement de l’histoire culturelle française aux États-Unis. Il participe à des débats et à des colloques Outre-Atlantique portant notamment sur l’histoire intellectuelle. Ainsi, il joue le rôle du passeur entre les deux mondes et favorise l’engouement des historiens américains à étudier l’histoire française. De même, la création en 1999 de l’Association pour le développement de l’histoire culturelle (ADHC) souligne cette visibilité croissante au sein du paysage historiographique français et institutionnalise la discipline.
L'affirmation de l'histoire culturelle a été, pour certains historiens, une stratégie visant à sortir des paradigmes d'une l'histoire économique et sociale fortement colorée par des approches sérielles. Le déclin du marxisme et des pensées du déterminisme socio-économique en général a accéléré ce processus. L'histoire culturelle s'affiche comme une histoire renouvelée des institutions, des cadres et des objets de la culture. L’histoire culturelle est marquée par une forte hétérogénéité, aussi bien au niveau des méthodes que des objets sur lesquels elle porte. Pour Philippe Urfalino, l’histoire culturelle n’est pas tant une nouvelle branche de l’histoire qu’une nouvelle méthodologie en elle-même. Philippe Poirrier affirme, quant à lui, que l’histoire culturelle « relève moins d’une spécialisation nouvelle que de la continuité du processus d’élargissement du terrain de l’historien ».

#### L'histoire culturelle de la Révolution française: une historiographie particulière
L’histoire culturelle de la Révolution française joue un rôle important dans l’historiographie de l’histoire culturelle. Plusieurs raisons ont empêché une lecture culturelle de cette période. Tout d’abord, une lecture sociale, aussi nommée « jacobine », privilégiée depuis le XXe siècle. Il s’agit alors d’une histoire sociale de la Révolution française. Ensuite, prévaut l'idée selon laquelle ce moment de l’histoire française n’a pas produit d’éléments culturels assez intéressants pour être étudié. C’est à partir des années 1960 que les premières approches culturelles de la Révolution française apparaissent. Vers 1976, François Furet propose le premier une histoire intellectuelle de l’événement où le politique occupe une place de plus en plus grande. Ainsi, il s’éloigne des approches sociales et économiques françaises. En 1988, l’historien continue sur sa lancée en publiant, avec la collaboration de Mona Ozouf, un Dictionnaire critique de la Révolution française qui repose sur l’histoire des idées. À cette époque, l’histoire des idées telle qu’elle est pratiquée appartient aussi bien à l’histoire conceptuelle qu’à l’histoire culturelle. Cette histoire conceptuelle du politique brise peu à peu cette façon de penser la Révolution française sous le spectre de l’histoire sociale. Cette vision se répand de l’autre côté de l’Amérique pour deux raisons principales. Tout d’abord, François Furet devient professeur à l’Université de Chicago en 1982. Ensuite, il organise plusieurs colloques internationaux. L’histoire culturelle en France se retrouve sous différentes pratiques à la fin des années 1970 : une histoire des pratiques culturelles, une anthropologie historique à vocation globalisante et une histoire conceptuelle du politique.
À côté de cela, il existe également des historiens adeptes de la lecture « jacobine » de la Révolution française : ils développent alors plutôt des approches culturalistes. L’historien le plus représentatif de cet état d’esprit est Michel Vovelle. Ce dernier ambitionne de créer une « histoire des mentalités révolutionnaires ». En outre, sa thèse publiée en 1973, Piété baroque et déchristianisation, renouvelle le questionnaire ainsi que les objets d’études des adeptes de la lecture sociale. Cela est également dû au fait qu’en 1983, il devient le directeur de l’Institut d’histoire de la Révolution française. Michel Vovelle se décrit comme marxiste et historien des mentalités. Il estime qu’il faut interroger les sources traditionnelles d’une autre manière afin de faire de l’histoire des mentalités. Il transforme les images révolutionnaires en une source essentielle pour étudier la période. L’histoire des mentalités de Michel Vovelle se rapproche sur plusieurs points de l’histoire sociale. En effet, les sources et les méthodes utilisées sont similaires. Les historiens qui prônent la lecture sociale de la Révolution vont, quant à eux, développer le concept de « révolution culturelle ». Cela montre que la politique culturelle des révoltés va de pair avec une volonté de régénération.  De plus, cela a contribué à développer les questions culturelles ainsi qu’à démontrer l’existence d’une culture révolutionnaire. Cependant, certains historiens restent sceptiques face à une lecture « non-jacobine ». Il s’agit principalement des historiens marxistes. De grands noms sont décrits comme des « pionniers » justifiant cette approche culturelle, comme Georges Lefebvre>.
L’importance de l’histoire culturelle sur la Révolution française est démontrée lors du Bicentenaire de l’événement. En effet, moult publications culturelles sur le sujet voient le jour. Une des plus importantes est celle de Roger Chartier, Les Origines culturelles de la Révolution française. Pour réaliser cet essai, il utilise la littérature étrangère ainsi que les méthodes de l’histoire culturelle. Cet historien est également important pour l’histoire culturelle de la Révolution française, car ses travaux aident à faire apparaitre une « nouvelle histoire culturelle des Lumières ». Ce courant vise à franchir les limites de l’histoire sociale et intellectuelle.
L’histoire culturelle de la Révolution française n’est pas produite qu’en France. En effet, les intellectuels américains ont peur du marxisme ; de fait, ils ont des approches différentes de celles pratiquées en France, c’est-à-dire « non-jacobines » et « non marxistes » et ce, bien avant François Furet. Ils publient de nombreux travaux sur le sujet, y apportant ainsi l’influence du Linguistic Turn et de la New Cultural History. Ces travaux font partie de l’histoire des concepts; ce qui va permettre d’amener ce type d’histoire en France. Les historiens français se mettent donc à collaborer avec leurs collègues linguistes et lexicologues. Néanmoins, ces travaux ne font pas l’unanimité, car la majorité des historiens sont réticents face au Linguistic Turn.
L’histoire culturelle de la Révolution française est sujette aux approches pluridisciplinaires. D’autres collaborations ont ainsi vu le jour. Ainsi, l’histoire culturelle est souvent entremêlée  avec celle de la littérature et des arts. Les historiens de ces deux catégories ont renouvelé les thématiques. Pour la première, cela a mené à une histoire des sensibilités. Aujourd’hui, différentes approches culturelles marquent ce grand évènement français.

### Aujourd'hui: en France et ailleurs

#### En France et aux États-Unis
Cette histoire culturelle participe pleinement des échanges internationaux. À ce titre, elle partage certaines des problématiques habituellement rangées sous la rubrique de New cultural history (Lynn Hunt, Peter Burke, Robert Darnton). Quelques historiens français, comme Roger Chartier, ont contribué à la formulation de ce courant transnational et à sa diffusion en France. Cependant, l'histoire culturelle s’affiche encore largement comme une modalité de l'histoire sociale. À ce titre, les historiens français qui se réclament de l’histoire culturelle, comme Pascal Ory ou encore Roger Chartier, demeurent plutôt réticents face aux courants marqués par le linguistic turn et les théories « post-modernes » des universités nord-américaines.
Aujourd’hui, grâce aux progrès du numérique, l’histoire culturelle s’internationalise de plus en plus (cf. supra). Ainsi, plusieurs sites internet permettent aux historiens de découvrir le champ de cette discipline et de contribuer à ces avancées. Citons, par exemple, le site du Centre international d'étude du XVIIIe siècle (C18), fondé en 1997, ou encore le sit du Belphégor qui permet un dialogue entre chercheurs internationaux, depuis 199.
Enfin, le site de l’Association pour le développement de l’histoire culturelle, permet aux historiens et aux curieux de se tenir au courant des nouvelles publications, recherches et colloques concernant l’histoire culturelle. Il met à disposition une bibliographie courante.
L’histoire culturelle, de par cette internationalisation, se renouvelle. Ainsi, le concept de New Cultural History est né dans les années 1980 aux États-Unis. Avec des auteurs tels que Lynn Hunt qui veut dépasser les lacunes de l’histoire culturelle classique (prise en compte de la culture populaire, etc.). La New Cultural History insiste sur les différences de l’histoire culturelle avec l’histoire intellectuelle ou l’histoire sociale : elle se concentre sur les mentalités, les sentiments plutôt que sur les idées, les systèmes de pensée et les modes de fonctionnement des groupes sociaux.
Comme le signale Peter Burke, la (New) cultural history a plus de 20 ans maintenant. Elle a subi des critiques et a pu perdre de son éclat. Néanmoins, elle a évolué et aborde des thèmes nouveaux : calendriers, violence, sexualité, émotions, histoire de la mémoire, classe et genre, identité individuelle, etc..
L’histoire culturelle ne cesse d’évoluer, car la culture elle-même n’est pas figée. Même si elle perd de son éclat, même si elle n’est plus autant à la mode, l’histoire culturelle reste un terrain à exploiter, car « on ne peut envisager l’homme et son comportement sans les objets dont il se sert et qui déterminent sa place dans la hiérarchie sociale, son rôle et son identité ».

#### En Belgique
Pour ce qui est de la Belgique, l’histoire culturelle, contrairement à d’autres champs historiographiques (histoire économique, etc.), ne s’impose pas comme discipline à part entière. Elle est ainsi peu institutionnalisée : au sein des universités francophones, aucune chaire ne lui est réservée, alors que du côté néerlandophone, seul un centre de recherche de la Faculté des Lettres de la KU Leuven sous la supervision de Jo Tollebeek, est doté d’un programme de recherche explorant divers domaines relatifs à ladite histoire (Geschiedenis van de culturele infrastructuur, geschiedenis van de cultuur en de maatschappijkritiek, geschiedenis van de historiografie en de historische cultuur).
Toutefois, un séminaire relatif à l’histoire culturelle a lieu au cours de l’année académique 2001-2002, organisé par l’école doctorale « Histoire, culture et société » de l’université libre de Bruxelles. Les objets des débats sont les quatre « massifs » retenus par Jean-Pierre Rioux dans son ouvrage Pour une histoire culturelle: histoire des politiques et des institutions culturelles; histoire des passeurs de culture; des pratiques culturelles; des sensibilités et des modes d’expression. Au cours des exposés, il a été souligné la présence en Belgique d’une vision moins française et davantage complexe de ces quatre massifs, ainsi que l’influence des Cultural Studies, de la notion de gender, ou encore du postmodernisme. Ce séminaire a permis de mettre la lumière sur une certaine ambition des historiens, qui souhaitent réaliser une histoire de la totalité plutôt que de se contenter d’un seul pan sociétal. Il en découle une vision large de la culture, entendue comme « l’ensemble des systèmes symboliques transmissibles dans et par une collectivité »<.
Même si l’histoire culturelle n’est pas fort étudiée pour elle-même, des questionnements liés à celles-ci sont perceptibles, notamment au niveau de l’étude de la Seconde Guerre mondiale. En effet, alors que les premiers travaux relatifs à ce conflit se limitent à faire l’histoire militaire de celui-ci, ou à faire l’éloge des résistants, le champ d’études s’élargit peu à peu. Ainsi, un colloque organisé à Bruxelles en 1990, intitulé « Belgique 1940. Une société en crise, un pays en guerre », démontre l’existence d’une histoire de la guerre qui finit par s’intéresser à des champs très variés, allant de l’idéologie à l’économie, tout en passant par une approche davantage sociale des membres de la résistance. En 1995, un colloque organisé par le CEGESOMA, et nommé « Société, culture et mentalités », brasse encore plus large ; comme son nom l’indique, la dimension culturelle est bien présente. De plus en plus, la Seconde Guerre mondiale est abordée comme un objet d’étude aux multiples facettes ; l’histoire culturelle notamment peut y trouver son compte. Les angles d’approche et les thématiques de recherche sont d’une richesse extrême, ce qu’illustre le Dictionnaire de la Seconde Guerre mondiale en Belgique, de Paul Aron et José Gotovitch, qui vise non seulement à synthétiser les travaux actuels, mais également à proposer de nouveaux sujets ouverts pour l’histoire culturelle.
Par ailleurs, à l'Université de Louvain, des recherches importantes sont menées en histoire culturelle de la Première guerre mondiale sous l'impulsion de Laurence van Ypersele, laquelle a étudié les représentations d'Albert Ier, le Roi chevalier. Elles concernent notamment les cultures d'occupation, la propagande, les imaginaires de la guerre, mais aussi la mémoire du premier conflit mondial en Belgique.

#### En Suisse
En ce qui concerne la Suisse, l’histoire culturelle a su se tailler une place importante au sein de la recherche en histoire. Le pays est l’objet d’une certaine institutionnalisation de l’histoire culturelle, bien qu’aucune revue ou société d’histoire culturelle ne lui soit expressément dédiée. La « nouvelle » histoire culturelle (nommée ainsi par comparaison à l’histoire culturelle dite « traditionnelle » de l’époque de Jacob Burckhardt) présente en Suisse se situe dans le prolongement de l’histoire des mentalités qui s’est construite dans les années 1960 et 1970. L’histoire culturelle helvétique ne fait pas l’objet de définition fixe, étant donné les différentes notions de culture qui y cohabitent, héritières de visions distinctes (qu’elles soient anglo-saxonnes, allemandes ou françaises).
On ressent principalement l’influence de l’histoire culturelle française et de la Cultural History anglo-saxonne parmi les diverses recherches menées en histoire culturelle. On peut observer un développement distinct de celles-ci, selon que l’on se trouve en Suisse romande ou en Suisse alémanique. Ainsi, la première voit le développement d’une histoire culturelle perçue comme une histoire de la littérature et des intellectuels, pour ensuite se mêler à l’histoire sociale dans le courant des années 1980. La seconde connait quant à elle un développement rapide et en liaison avec l’histoire sociale.
Contrairement à l’Allemagne, la Suisse alémanique accueille rapidement des notions issues de l’anthropologie culturelle anglo-saxonne ou de l’histoire du discours et de l’ethnologie française. De plus, la pratique de l’histoire culturelle en Suisse germanophone est davantage influencée par les philosophes, sociologues et historiens français que sa voisine allemande. À l’inverse, l’influence des travaux allemands en terre helvète est relativement faible.

#### Livres
- Campbell, N. et Alasdair, K., American cultural studies : an introduction to American culture, London, 1999.
- Dupeux, L., Histoire culturelle de l’Allemagne (1919-1960), Paris, 1989.
- Kempf, J., Une histoire culturelle des États-Unis, Paris, 2015.
- Ory, P. L’entre-deux mai : histoire culturelle de la France mai 1968-mai 1981, Paris, 1983.
- P. Poirrier, Les enjeux de l'histoire culturelle, Paris, Seuil, 2004.
- Rietbergen, P., Europe : a cultural history, Londres, 2003.
- Saugnieux, J., Les mots et les livres : études d'histoire culturelle, Lyon, 1986.

#### Articles
- Pour une histoire culturelle de la diplomatie. Pratiques et normes diplomatiques au XIXe siècle, dans Histoire, économie et société, 33e année (2014/2).
- Sirinelli, J.-F., De la demeure à l’agora. Pour une histoire culturelle du politique, dans Vingtième Siècle, revue d’histoire, 57 (1998), p. 121-131.

#### Livres
- P.  Burke, What is cultural history ?, Cambridge, 2008.
- R. Chartier, Au bord de la falaise. L’histoire entre certitudes et inquiétudes, Paris, 1998.
- Cohen, E., Dix ans d’histoire culturelle, Villeurbanne, 2011.
- Espagne, M. et Le Rider, J., Histoire culturelle, Paris, 1998.
- F. Haskell, L’historien et les images, Paris, 1995.
- Martin, L. et Venayre, S., L’Histoire culturelle du contemporain, s.l., 2005.
- P. Ory, La culture comme aventure : treize exercices d’histoire culturelle, Paris, 2008.
- P. Ory, L’histoire culturelle, Paris, 2011.
- J.-P. Rioux et J.-F. Sirinelli, Histoire culturelle de la France, Paris, 2004.
- J.-P. Rioux et J.-F. Sirinelli, Pour une histoire culturelle, Paris, 1997.
- Schwarz, G., Kulturexperimente im Altertum, Berlin, 2010.
- Vovelle, M., Idéologies et mentalités, Paris, 1982.

#### Articles et contributions à des ouvrages collectifs
- P. Aron et C. Vanderpelen-Diagre, « L’histoire culturelle en Belgique. Tendance et travaux », dans P. Poirrier, L’histoire culturelle, un « tournant mondial » dans l’historiographie ?, Dijon, Editions Universitaires de Dijon, 2008, p.111-121.
- Berenson E., « Les historiens américains et l'histoire culturelle française », in Romantisme, n° 143, 2009/1, p. 31-39.
- Charles, C., "Méthodes historiques et méthodes littéraires pour un usage croisé", dans Romantisme, revue du dix-neuvième-siècle, histoire culturelle/histoire littéraire, 143 (2009/1), p. 13-29.
- Chartier, R., 
  - "La nouvelle histoire culturelle existe-t-elle ?", dans Les Cahiers du Centre de Recherches Historiques, 32 (2003), p. 1-11.
  - "L’histoire culturelle", dans Revel, J. et Waechtel, N., dir., Une école pour les sciences sociales, Paris, 1996, p. 73-92.
- A. Colin, « Les historiens américains et l’histoire culturelle française », Romantisme, revue du dix-neuvième-siècle, histoire culturelle/histoire littéraire, no 143,‎ janvier 2009, p.31-39.
- C. Crousaz, « L’histoire culturelle en Suisse – une esquisse historiographique. Introduction », Traverse, no 1,‎ 2012, p.14-17.
- M. Espagne, « Présentation », Revue Germanique Internationale, no 10,‎ 1998, p.5-10.
- M. Espagne, « Sur les limites du comparatisme en histoire culturelle », Genèses, no 17,‎ 1994, p.112-121..
- M. Espagne et Wilhelm Wundt, « La « psychologie des peuples » et l’histoire culturelle », Revue Germanique Internationale, no 10,‎ 1998, p. 73-91.
- Diaz, J.-L. et Vaillant, A., Introduction, dans Romantisme, revue du dix-neuvième-siècle, histoire culturelle/histoire littéraire, 143 (2009/1), p. 3-11.
- Hérubel, J.-P., Observations on an Emergent Specialization : Contemporary French cultural History. Significance for Scholarship, dans Journal of Scholarity Publishing, 41/2 (2010), p. 216-240.
- Kalifa, D., "What is cultural history now about", dans Gildea, R. et Simonin, A., Writing Contemporary History, Londres, 2008, p. 47-69.
- Mairey, A., "L’histoire culturelle du Moyen Age dans l’historiographie anglo-américaine. Quelques éléments de réflexion", dans Médiévales, 5 (2008), p. 147-162.
- M. Middel, « Jalons bibliographiques. Les approches allemandes récentes de l’histoire culturelle », Revue Germanique Internationale, no 10,‎ 1998, p.321-328.
- M. Middel, « Méthodes de l’historiographie culturelle : Karl Lamprecht », Revue Germanique Internationale, no 10,‎ 1998, p.93-115.
- Noiriel, G., et Chartier, R., "L’histoire culturelle aujourd’hui. Entretien avec Roger Chartier", dans Genèses, 15 (1994), p. 115-129.
- Ory, P., 
  - "L’histoire culturelle de la France contemporaine : question et questionnement", dans Vingtième Siècle, revue d’histoire, 16 (1987), p. 67-82.
  - "Pour une histoire culturelle du contemporain", dans Revue d'histoire moderne et contemporaine, 39/1 (1992), p. 3-5.
- P. Poirrier, « L’histoire culturelle en France. Une histoire sociale des représentations », dans P. Poirrier, L’histoire culturelle, un « tournant mondial » dans l’historiographie ?, Dijon, Editions Universitaires de Dijon, 2008, p.27-39.
- Poirrier, P.
  - "Préface. L’histoire culturelle en France. Retour sur trois itinéraires : Alain Corbin, Roger Chartier et Jean-François Sirinelli", dans Cahiers d’histoire, 26/2 (2007), p. 49-59.
- Roche D., « Histoire des idées, histoire sociale : l'exemple français », dans Revue d'histoire moderne et contemporaine « Regards sur l'histoire intellectuelle (suppléments) », no 59-4 bis, 2012, p. 12.
- P. Urfalino, « L’histoire culturelle : programme de recherche ou grand chantier ? », Vingtième Siècle, revue d’histoire, no 57,‎ 1998, p.115-120.
- Vadelorge, L., "Où va l’histoire culturelle ?", dans Ethnologie française, 36/2 (2006), p. 357-359.
- Wasbek, N., "Histoire pragmatique – histoire culturelle : de l’historiographie de l’Aufklarüng à Hegel et son école", dans Revue Germanique Internationale, 10 (1998), p. 11-40.